# تشبنهام
تشبنهام (بالإنجليزية: Chippenham)‏ مدينة إنجليزية تقع في مقاطعة ويلتشير في الغرب من لندن وتبعد عنها نحو 163 كيلومترا (96 ميلا) ونحو 21 كيلومترا (13 ميلا) إلى الشرق من مدينة باث وغرب لندن، فيها سوق كبير يأتي اليه الكثير من قاطني مقاطعة ويلتشير للتبضع والتسوق .يقطعها نهر آفون.

## السكان
عدد السكان يقدر بنحو 35،000 نسمة. حسب إحصاء 2007 وهذا ما يجعلها ثالث أكبر مدينة في مقاطعة ويلتشير.

## توأمة
لتشبنهام اتفاقيات توأمة مع كل من:
- فريدبرغ (1992 - )[4]
- لافلش

## أعلام
- بول كورنيل
- ديفيد سيميون
- داني كينت
- جيرمي كوربين
- نيل فينتر